# Sully (Saône-et-Loire)
Sully is een gemeente in het Franse departement Saône-et-Loire (regio Bourgogne-Franche-Comté) en telt 561 inwoners (1999). De plaats maakt deel uit van het arrondissement Autun.

## Geografie
De oppervlakte van Sully bedraagt 32,2 km², de bevolkingsdichtheid is 17,4 inwoners per km².
De onderstaande kaart toont de ligging van Sully (Saône-et-Loire) met de belangrijkste infrastructuur en aangrenzende gemeenten.

## Demografie
Onderstaande figuur toont het verloop van het inwonertal (bron: INSEE-tellingen).

## Geboren in Sully
- Patrice de Mac Mahon (1808-1893), hertog van Magenta, Frans generaal en president. Van Ierse afkomst.

1. ↑  Populations de référence 2022.